# Stanley (Familienname)
Stanley ist ein Familienname.

## Etymologie
Stanley geht auf eine aus dem  angelsächsischen Sprachraum des 11. bzw. 12. Jahrhunderts stammende Zusammenziehung der  altenglischen  Worte für Stein (ausgesprochen „stan“) und für Weide oder Waldlichtung (“leah” bzw. “leigh”).
Die erste schriftliche Erwähnung fand der Nachname mit Robert de Stanleya in den Pipe Rolls of Staffordshire, welche auf 1130, während der Regierungszeit von  Heinrich I, datiert wurden.
Familiennamen gewannen zu diesem Zeitpunkt an Bedeutung, da mit der Einführung der Kopfsteuer eine genaue Unterlagenführung notwendig wurde.

## Namensträger

### A
- Albert Stanley, 1. Baron Ashfield (1874–1948), britischer Manager und Politiker
- Allan Stanley (1926–2013), kanadischer Eishockeyspieler
- Andy Stanley (* 1958), US-amerikanischer evangelikaler Theologe, Pastor, Gemeindegründer, Buchautor und Referent
- Arthur Stanley (Zoologe) (1868–1931), Zoologe
- Arthur Stanley (Politiker) (1869–1947), britischer Politiker
- Arthur Stanley, 5. Baron Sheffield (1875–1931), englischer Adliger, Gouverneur von Victoria, Australien
- Arthur Stanley (Tennisspieler), britischer Tennisspieler
- Arthur Penrhyn Stanley (1815–1881), britischer Kirchenhistoriker, Schriftsteller und Theologe
- Augustus Owsley Stanley (1867–1958), US-amerikanischer Politiker

### B
- Bob Stanley (1932–1997), US-amerikanischer Grafiker und Maler, siehe Robert Stanley (Maler)
- Bob Stanley (Baseballspieler) (* 1954), US-amerikanischer Baseballspieler
- Bob Stanley (Musiker) (* 1964), britischer Musiker, Autor und Filmemacher
- Brian Stanley (* 1961), irischer Politiker

### C
- Caroline Stanley (* 1993), US-amerikanische Fußballtorhüterin
- Carter Stanley (1925–1966), US-amerikanischer Country-Sänger, siehe The Stanley Brothers
- Charles Stanley, 8. Earl of Derby (1628–1672), englischer Adliger, Lord Proprietor der Isle of Man
- Charles Stanley (Politiker) (Charles Zedenno Stanley; 1666–1715), englischer Politiker, Parlamentsmitglied und Gouverneur der Isle of Man
- Charles Stanley (Evangelist) (1821–1890), britischer Evangelist
- Charles Stanley (Theologe) (1932–2023), US-amerikanischer Theologe, Baptistengeistlicher und Autor
- Charles Henry Stanley (1819–1901), britisch-US-amerikanischer Schachspieler
- Charles John Stanley (1712–1786), britischer Komponist und Musiker, siehe John Stanley (Komponist)
- Chris Stanley (* 1979), kanadischer Eishockeyspieler
- Christopher Stanley (* 1965), US-amerikanischer Schauspieler
- Clayton Stanley (* 1978), US-amerikanischer Volleyballspieler

### D
- Dylan Stanley (* 1984), kanadischer Eishockeyspieler

### E
- Edward Stanley, 1. Baron Monteagle (1460?–1523), britischer Adliger
- Edward Stanley, 3. Earl of Derby (1509–1572), britischer Adliger
- Edward Stanley, 11. Earl of Derby (1689–1776), britischer Politiker
- Edward Stanley (Bischof) (1779–1849), Bischof von Norwich
- Edward Stanley, 2. Baron Stanley of Alderley (1802–1869), britischer Politiker (Whig, Liberal Party)
- Edward Stanley, 15. Earl of Derby (1826–1893), britischer Politiker
- Edward Stanley, 17. Earl of Derby (1865–1948), britischer Politiker
- Edward Stanley, 18. Earl of Derby (1918–1994), britischer Politiker
- Edward Stanley, 19. Earl of Derby (* 1962), britischer Adliger
- Edward Stanley, Lord Stanley (1894–1938), britischer Offizier und Politiker der Conservative Party
- Edward Smith-Stanley, 12. Earl of Derby (1752–1834), britischer Politiker, Namensgeber für das Derby im Pferderennsport
- Edward Smith-Stanley, 13. Earl of Derby (1775–1851), britischer Politiker und Naturforscher
- Edward Smith-Stanley, 14. Earl of Derby (1799–1869), britischer Politiker, Premierminister
- Edwin Stanley (1880–1944), US-amerikanischer Schauspieler
- Elizabeth Smith-Stanley, Countess of Derby (1753–1797), britische Adlige und durch Heirat Countess of Derby
- Eugene Stanley (* 1941), US-amerikanischer Physiker

### F
- Ferdinando Stanley, 5. Earl of Derby (1559–1594), englischer Adliger
- Fiona Stanley (* 1946), australische Epidemiologin
- Florence Stanley (1924–2003), US-amerikanische Schauspielerin
- Frank Stanley (1922–1999), US-amerikanischer Kameramann
- Frederick Stanley, 16. Earl of Derby (1841–1908), britischer Politiker, Mitglied des House of Commons und Generalgouverneur von Kanada

### G
- Gordon Stanley (* 1919), australischer Marathonläufer

### H
- Helene Stanley (1929–1990), US-amerikanische Schauspielerin und Tänzerin
- Henrietta Stanley (1807–1895), britische Salonnière und Frauenbildungsaktivistin
- Henry Stanley, 3. Baron Stanley of Alderley (1827–1903), britischer Peer, Diplomat, Orientalist und Übersetzer
- Henry Stanley, 4. Earl of Derby (1531–1593), englischer Adliger, Diplomat und Politiker
- Henry Morton Stanley (1841–1904), britischer Afrikaforscher
- Humphrey Stanley († 1505), englischer Ritter

### I
- Ian Stanley (Golfspieler) (1948–2018), australischer Golfspieler
- Ian Stanley (Musiker) (Ian Christopher Stanley; * 1957), britischer Musiker, Songwriter und Produzent
- Ian Stanley (Radsportler) (* 1963), jamaikanischer Radsportler
- Ilse Stanley (geb. Ilse Davidsohn; 1906–1970), deutsche Schauspielerin

### J
- James Stanley, 7. Earl of Derby (1607–1651), britischer General
- James Stanley, 10. Earl of Derby (1664–1736), britischer Politiker
- Jason Stanley (* 1969), US-amerikanischer Philosoph
- Jim Stanley (Footballspieler) (1935–2012), US-amerikanischer Footballspieler und -trainer
- Jim Stanley (Baseballspieler) (1888–1947), US-amerikanischer Baseballspieler
- Joe Stanley (* 1957), neuseeländischer Rugby-Union-Spieler
- John I. Stanley (um 1350–1414), englischer Politiker, Lord Lieutenant of Ireland und Gouverneur der Isle of Man
- John II. Stanley (um 1386–1437), englischer Politiker, Gouverneur der Isle of Man
- John Stanley (Komponist) (Charles John Stanley; 1712–1786), britischer Komponist und Musiker
- John Stanley (Fußballspieler) (auch Jack Stanley; 1883–1921), englischer Fußballspieler
- John Stanley (Comicautor) (1914–1993), US-amerikanischer Comicautor
- John Stanley (Schauspieler), britischer Schauspieler
- John Stanley (Politiker, 1942) (* 1942), britischer Politiker
- John Mix Stanley (1814–1872), US-amerikanischer Maler

### K
- Ken Stanley (1922–2013), englischer Tischtennisspieler
- Kim Stanley (1925–2001), US-amerikanische Schauspielerin

### L
- Logan Stanley (* 1998), kanadischer Eishockeyspieler

### M
- Malik Stanley (* 1997), US-amerikanischer American-Football-Spieler
- Manfred Stanley (1932–2004), US-amerikanischer Soziologe
- Margaret Stanley, Countess of Derby (1540–1596), englische Adlige
- Mark Stanley (* 1987), britischer Schauspieler
- Matie Stanley (* 2003), tuvaluische Leichtathletin
- Maude Stanley (1833–1915), englisch-britische Pionierin der Jugendarbeit und Frauenrechtsaktivistin
- Michael Stanley (* 1989), samoanischer Rugby-Union-Spieler
- Mike Stanley (Ruderer) (* 1957), neuseeländischer Ruderer und Sportfunktionär
- Mike Stanley (Baseballspieler) (* 1963), US-amerikanischer Baseballspieler

### N
- Nikolai Topor-Stanley (* 1985), australischer Fußballspieler

### O
- Oliver Stanley (1896–1950), britischer Politiker, Unterhausabgeordneter
- Owsley Stanley (1935–2011), US-amerikanischer Tontechniker

### P
- Paul Stanley (* 1952), US-amerikanischer Rockmusiker
- Paul Stanley (Shorttracker) (* 1983), britischer Shorttracker

### R
- Ralph Stanley (1927–2016), US-amerikanischer Country-Sänger, siehe The Stanley Brothers
- Ransome Stanley (* 1953), deutsch-englischer Künstler
- Richard Stanley (Regisseur) (* 1966), südafrikanischer Regisseur und Drehbuchautor
- Richard P. Stanley (* 1944), amerikanischer Mathematiker
- Roba Stanley (1910/1911–1986), US-amerikanische Old-Time-Musikerin
- Robert Stanley (Politiker, 1828) (1828–1911), englischer Politiker und Bürgermeister, Konvertit zum Islam
- Robert Stanley (Politiker, 1847) (1847–1918), australischer Politiker
- Robert Stanley (Maler) (1932–1997), US-amerikanischer Grafiker und Maler
- Ronnie Stanley (* 1994), US-amerikanischer American-Football-Spieler

### S
- Sadie Stanley (* 2001), US-amerikanische Schauspielerin
- Simon Carl Stanley (1703–1761), dänischer Bildhauer britischer Abstammung
- Steven M. Stanley (* 1941), US-amerikanischer Paläontologe

### T
- Thomas Stanley (Kanzler) († 1410), englischer Beamter
- Thomas Stanley, 1. Baron Stanley (um 1405–1458/1459), englischer Adliger und Politiker
- Thomas Stanley, 2. Baron Monteagle (1507–1560), englischer Peer
- Thomas Stanley, 1. Earl of Derby (um 1435–1504), englischer Staatsmann
- Thomas Stanley, 2. Earl of Derby (1477–1521), englischer Peer
- Thomas Stanley, 8. Baron Stanley of Alderley (1927–2013), britischer Peer und Politiker
- Thomas Stanley (Schriftsteller) (1625–1678), englischer Schriftsteller
- Thomas Stanley (Schauspieler) (* 1996), US-amerikanischer Schauspieler
- Thomas Bahnson Stanley (1890–1970), US-amerikanischer Politiker

### V
- Venetia Stanley (1887–1948), britische Adelige
- Victor Stanley (1867–1934), britischer Marineoffizier

### W
- Wendell Meredith Stanley (1904–1971), US-amerikanischer Chemiker und Biologe
- William Stanley (Ritter) (um 1435–1495), englischer Ritter und Feldherr
- William Stanley, 3. Baron Monteagle (um 1528–1581), englischer Adliger
- William Stanley, 6. Earl of Derby (1561–1642), englischer Adliger
- William Stanley (Erfinder) (1858–1916), US-amerikanischer Erfinder
- William E. Stanley (1844–1910), US-amerikanischer Politiker (Kansas)
- William T. Stanley (um 1957–2015), US-amerikanischer Zoologe
- Winifred C. Stanley (1909–1996), US-amerikanische Politikerin
- Winston Stanley (* 1974), kanadischer Rugby-Union-Spieler